# Atari
Atari ist eine Unternehmens- und Produktbezeichnung mit wechselnden Namensträgern im Bereich Unterhaltungselektronik, Computerspiele und neuerdings auch Kryptowährung.
Der erste Träger dieses Namens, das US-amerikanische Unterhaltungselektronikunternehmen Atari, Inc., wurde am 27. Juni 1972 von Nolan Bushnell und Ted Dabney gegründet und gilt als technologische Keimzelle und Vorreiter vieler Entwicklungen der Kommunikationsbranche in der heutigen Zeit. Anfang bis Mitte der 1980er Jahre stieg das mittlerweile auch international operierende Unternehmen zum größten Entwickler und Hersteller von Videospielen für Spielhallenautomaten, Heimvideospielsysteme (z. B. Atari VCS 2600) und Heimcomputer auf.
Nach dem wirtschaftlichen Zusammenbruch der nordamerikanischen Videospielbranche wurde die inzwischen von Warner Communications übernommene Atari, Inc. 1984 in die Bereiche Arcade-Spiele und Unterhaltungselektronik aufgespalten. Die Arcade-Sparte wurde von Warner unter dem Namen Atari Games, Inc. getrennt weitergeführt und existierte unter diesem Namen und mit wechselnden Besitzern bis 1998 weiter. Die Unterhaltungselektronik-Sparte wurde von Warner dagegen an Commodore-Gründer Jack Tramiel verkauft. Die neue Atari Corporation verlagerte den Schwerpunkt der Produkte durch Einführung der ST-Computerbaureihe erfolgreich auf den Heimanwenderbereich. Ab Anfang der 1990er Jahre erlitt das Unternehmen jedoch drastische Umsatz- und Gewinneinbrüche; 1996 wurden die letzten noch verbliebenen Abteilungen aufgelöst und das Unternehmen fusionierte mit dem Festplattenhersteller JT Storage.
1998 übernahm Hasbro die Markenrechte der Atari Corporation von JT Storage und beschränkte sich unter dem Label Atari Interactive ausschließlich auf die Entwicklung von Computerspielen. 2001 ging Hasbro Interactive mitsamt Atari Interactive und den Atari-Markenrechten an den französischen Konzern Infogrames über. Ab 2003 publizierte dieser seine Computerspiele über sein umbenanntes Tochterunternehmen Atari, Inc. (ehemals GT Interactive) und firmiert seit 2009 selbst unter dem Namen Atari SA.

## Geschichte Ataris als Firmenbezeichnung

### Atari, Inc. (1972–1984)

Logo der ursprünglichen Atari, Inc. und Atari Corporation

#### Die frühen Jahre
1972 gründeten Nolan Bushnell und Ted Dabney in Kalifornien das Unternehmen Atari. Der Begriff „Atari“ wurde dabei dem Wortschatz des Go-Spiels entlehnt; später wurde das Logo in Form des stilisierten japanischen Berges Fuji hinzugefügt. Der von Bushnell ursprünglich vorgesehene Firmenname Syzygy war bereits anderweitig vergeben.
Inspiriert vom in Studentenkreisen beliebten Großrechner-Spiel Spacewar! entwickelten Bushnell und Dabney Anfang der 1970er Jahre ein Automatenspiel namens Computer Space, wobei diesem Projekt aufgrund der umständlichen Steuerung kein kommerzieller Erfolg beschieden war. Der wirtschaftliche Durchbruch gelang schließlich mit einem Pong-Automaten und der Heimversion in Form eines am Fernseher anschließbaren stationären Gerätes. Diese Pong-Konsole markiert den Beginn der kommerziellen Videospieleära.
1975 arbeiteten Steve Jobs und Steve Wozniak, die späteren Mitgründer von Apple Computer, kurze Zeit für Atari. Unter ihrer Federführung entstanden u. a. eine verbesserte Pong-Heimkonsole (mit einem Minimum an Transistoren) und das Videospiel Breakout. Ab 1976 arbeiteten die Atari-Entwickler an der Fertigstellung des revolutionären Videospielsystems mit dem Codenamen Stella (später als Atari VCS 2600 vermarktet). Der Mangel an Eigenkapital zur Deckung der Entwicklungskosten resultierte im Verkauf von Atari an Warner Communications im Oktober 1976 für 28 Millionen US-Dollar.
1977 erschien der Atari Video Music (Modell C240). Er ist der erste kommerzielle Visualizer für elektronische Musik, der veröffentlicht wurde. Das System erstellt eine animierte visuelle Anzeige auf einem Fernsehgerät, die auf Musikeingaben von einer Hi-Fi-Stereoanlage reagiert, um den Verbrauchern visuelle Unterhaltung zu bieten.

Pong
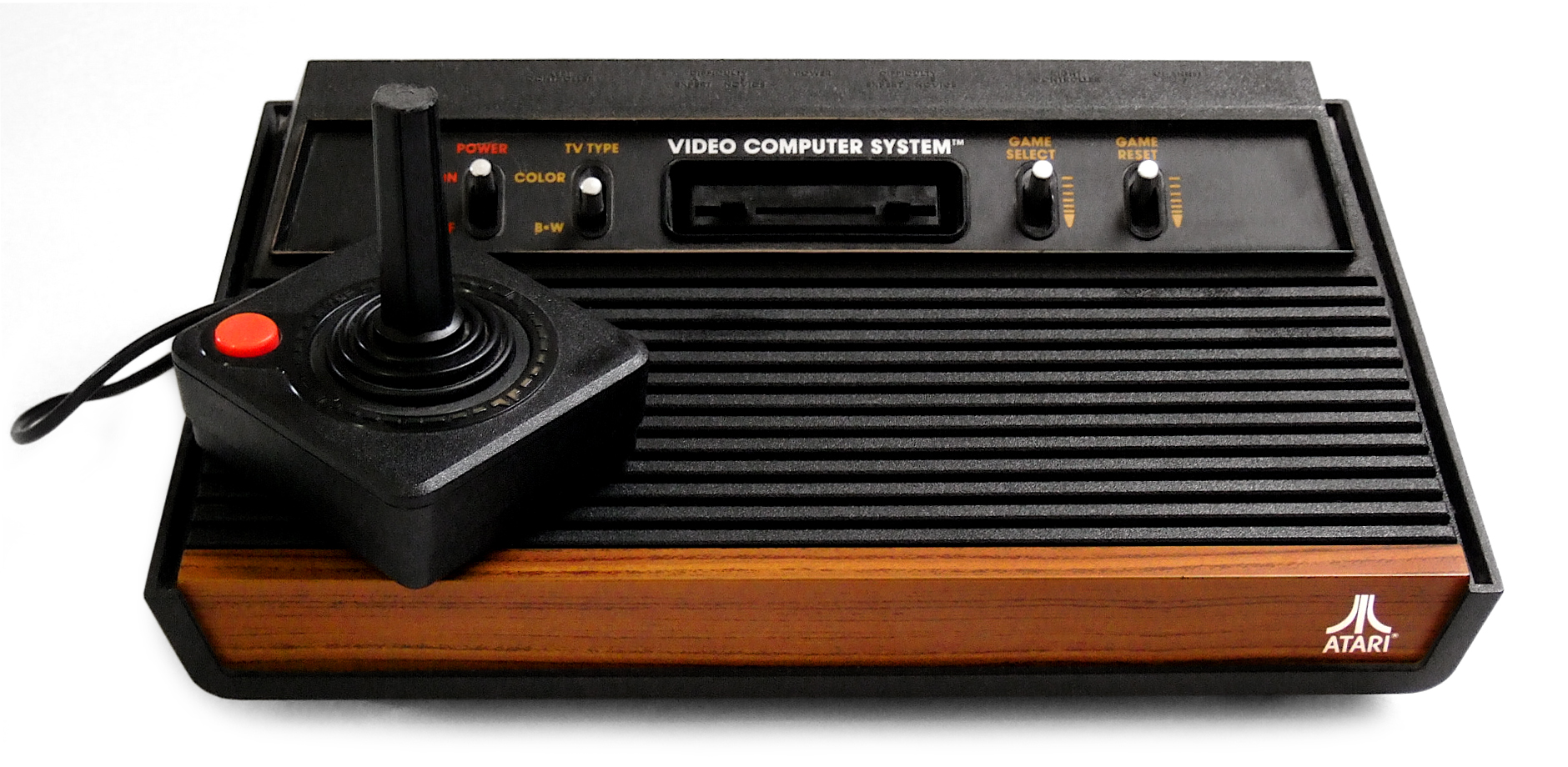
Atari 2600 mit Joystick
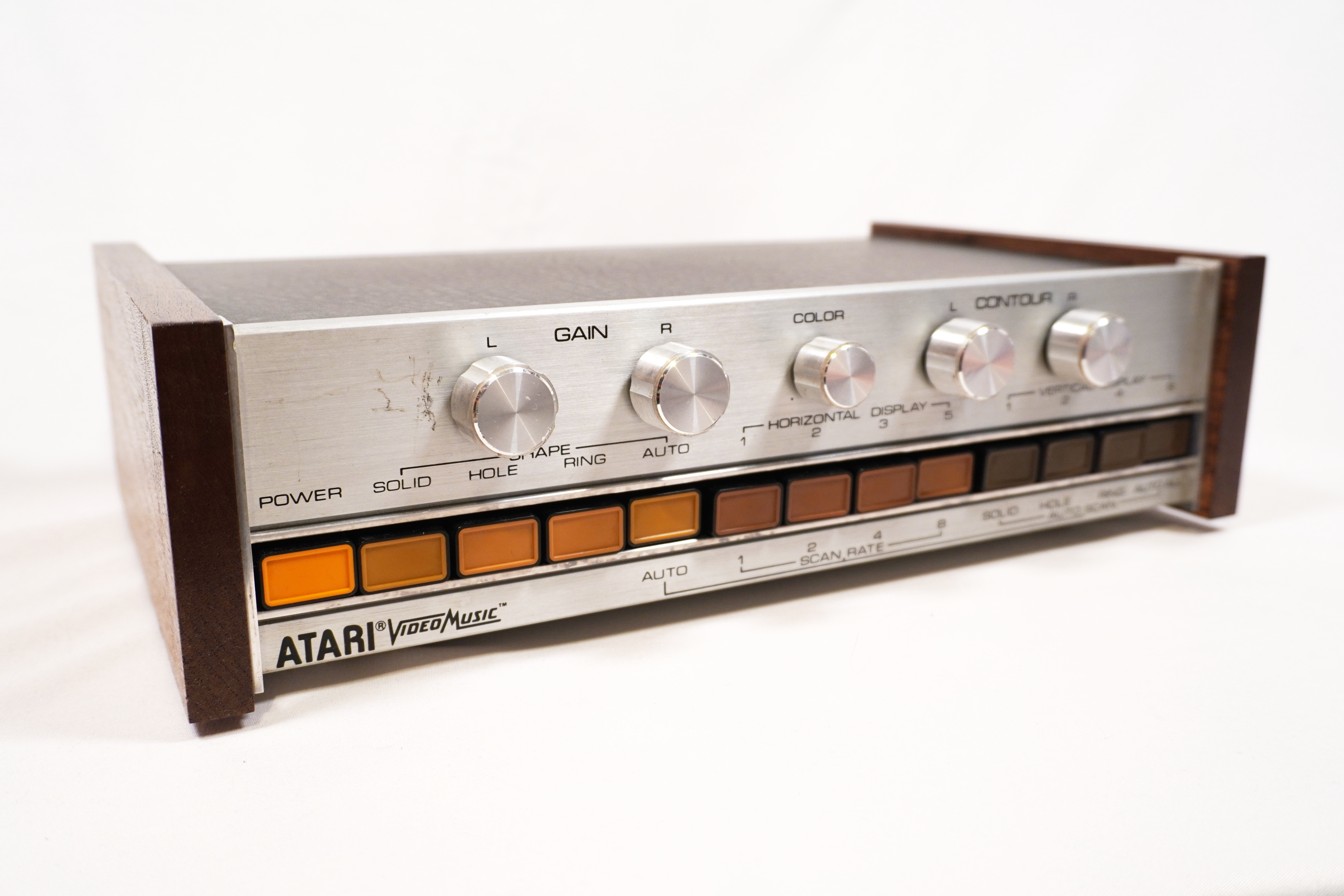
Atari Video Music

#### Warner Communications und Atari
1978 verließ Nolan Bushnell Atari und wurde durch den Textilmanager und Marketingspezialisten Ray Kassar ersetzt. In den darauf folgenden beiden Jahren wurden zahlreiche Studien zu Heimcomputern und verschiedenen Videospielkonsolen angefertigt und entsprechende Prototypen teilweise bis zur Produktionsreife gebracht. 1979 startete die Produktion und der Verkauf der ersten Atari-Heimcomputer sowie der Atari VCS 2600 Videospielkonsole, die sich bald zu Verkaufsschlagern entwickelten. In dieser Zeit entstanden zudem die ersten Spielhallenautomaten mit Vektorbildschirm (Lunar Lander, 1979) und mit Battlezone (1980) ein völlig neues Spielegenre: der sogenannte Ego-Shooter.
1980 trennten sich aufgrund von Meinungsverschiedenheiten mit der Geschäftsleitung die Programmierer David Crane, Larry Kaplan, Alan Miller und Bob Whitehead von Atari, um am 25. April 1980 Activision zu gründen. 1981 kehrte auch der Chefentwickler der Heimcomputerabteilung Jay Miner Atari den Rücken und gründete das Unternehmen Amiga, um eigene Projekte zu verfolgen, deren Verwirklichung ihm unter Ataris Federführung unmöglich schienen.
Ein Börsenskandal im Dezember 1982 zwang Ray Kassar, am 7. Juli 1983 die Geschäftsführung aufzugeben. Unter der Leitung seines Nachfolgers James Morgan wurde die Zusammenarbeit mit Jay Miner und dessen Unternehmen Amiga verstärkt, bis hin zur gemeinsamen Konzeption des sogenannten Lorraine-Projekts, eines auf der Motorola-68000-CPU basierten Heimcomputersystems. Dieses sollte die XL-Reihe um eine neue 16-Bit-Modellreihe erweitern. Der Vertrag zwischen beiden Firmen sah eine Lieferung des Chipsatzes Lorraine bis Ende Juni 1984 vor. Nach guten geschäftlichen Erfolgen im Videospielemarkt kam es bald zur ersten ernsthaften Krise – 1983 machte Atari einen operativen Verlust von 536 Millionen US-Dollar. Daraufhin suchte Warner Communications verlustträchtige Unternehmenssektionen Ataris abzustoßen und fand am 2. Juli 1984 im kurz zuvor bei Commodore entlassenen Jack Tramiel einen Käufer für die kriselnde Heimcomputer-Sparte. Tramiel versuchte schon seit März mit seiner Firma „Tramel Technology Ltd.“ auch Amiga endgültig zu kaufen. Commodore (unter Irving Gould) bot kurz vor Ende der 24-Stunden-Frist knapp das Doppelte der von Tramiel gebotenen Summe und bekam den Zuschlag. Das Lorraine-Projekt wurde, nachdem das Unternehmen Commodore die Aktienmehrheit am Unternehmen Amiga gewonnen hatte, zunächst in Amiga, mit dem Erscheinen weiterer, kompatibler Modelle dann in Amiga 1000 umbenannt.

### Atari Games (1984–2003)

Logo von Atari Games (1984–2003)

Ataris Abteilung für Spielhallenautomaten verblieb bei Warner Communications, nun jedoch unter dem Namen Atari Games Corporation. Der Vertrag zwischen Warner und Jack Tramiels Atari Corporation sah vor, dass das Unternehmen unter dem alten Atari-Logo ausschließlich Arcade-Spiele und immer nur mit dem Games-Zusatz veröffentlichen dürfe. Doch bereits 1985 verkaufte Warner 60 % an dem Unternehmen an den japanischen Spielehersteller Namco. Nach zwei Jahren verkaufte Namco wiederum 20 % der Anteile zurück an Warner und eine Gruppe Mitarbeiter unter Geschäftsführer Hideyuki Nakajima. Nakajima brachte die Spiele des Unternehmens auch wieder auf die Spielkonsolen, wegen der Einschränkung der Atari-Namensrechte jedoch unter dem Firmennamen Tengen.
Für die Zeit bis etwa 1991 galt Atari Games als einer der kreativsten Entwickler von Arcade-Spielen, darunter Titel wie Marble Madness, Gauntlet, Rampart oder Paperboy. Atari Games lieferte sich insbesondere aber auch zwei rechtliche Auseinandersetzungen mit dem japanischen Konsolenhersteller Nintendo, als Tengen zum einen versuchte, Nintendos Lizenzierungsverfahren für NES-Spiele und die strikten Richtlinien für Dritthersteller zu umgehen, und zum anderen wegen eines Markenrechtsstreits um das Spiel Tetris. In beiden Fällen ging Atari Games als Verlierer aus dem Rechtsstreit hervor und musste Entschädigung zahlen bzw. eigene Waren vernichten. Auch konnte sich Atari Games ab 1992 immer seltener gegenüber der Konkurrenz mit ihren Beat ’em ups (u. a. Street Fighter) durchsetzen. Erschwerend hinzu kam, dass der nordamerikanische Markt für Arcade-Spiele kontinuierlich zusammenschrumpfte.
1993 übernahm wieder Warner, mittlerweile zu Time Warner fusioniert, die Mehrheit an Atari Games und fasste es 1994 zusammen mit Tengen zu Time Warner Interactive zusammen. 1996 veräußerte Time Warner das Unternehmen an WMS Industries, die das Studio wieder unter dem angestammten Namen Atari Games betrieben und der auf Computerspiele ausgerichteten Konzernsparte Midway Games zuordneten. Diese brachten sie Ende 1996 an die Börse, 1998 stieß WMS die verbliebenen Anteile an Midway Games ab. Im selben Jahr 1998 wurde Atari Games in Midway Games West umbenannt, veröffentlichte aber noch bis 1999 Spiele unter dem alten Logo, als letzten Titel San Francisco Rush 2049. 2001 stieg Midway aus dem Geschäft mit Arcade-Automaten aus. 2003 wurde die Midway Games endgültig aufgelöst. Nach der Insolvenz und Zerschlagung Midways gingen zahlreiche Marken- und Namensrechte, darunter auch die an Atari Games, an Time Warners neue Computerspiel-Tochter Warner Bros. Interactive Entertainment.

### Atari Corporation (1984–1996)

#### Die Tramiel-Ära
Unter Jack Tramiels Ägide wurde von Shiraz Shivji, welcher Tramiel von Commodore zu Atari gefolgt war, der Atari ST innerhalb von nur fünf Monaten zur Prototypenreife gebracht und im Januar 1985 auf der Consumer Electronics Show (CES) in Las Vegas als Atari 130ST und 520ST der Öffentlichkeit vorgestellt. Im April erfolgte bereits die Produktion und Auslieferung der ersten 520ST Computer in größeren Stückzahlen. Der 520ST sollte sich in den nächsten Jahren hauptsächlich aufgrund eines integrierten MIDI-Interfaces insbesondere im Bereich der professionellen Musikproduktion großer Beliebtheit erfreuen. Bis 1993 wurde die Angebotspalette um etliche ST-Modelle und Betriebssystemversionen (TOS) erweitert, um auch weiteren Anforderungen des Heimcomputermarktes wie etwa der Möglichkeit des Betriebs am heimischen Fernseher gerecht werden zu können.
Ab den 1990er Jahren verlor Atari aufgrund mangelnder Verarbeitungsqualität und umstrittener firmenpolitischer Entscheidungen unter Tramiel entscheidende Marktanteile an die Anbieter von Personal Computern. Dies führte beispielsweise nach der CeBIT 1992 in der Niederlassung Atari Deutschland zu einer großen Entlassungswelle und kurz darauf zum Rückzug auch aus anderen europäischen Ländern in die Niederlande, von wo der Vertrieb hauptsächlich nach Osteuropa aufrechterhalten wurde.

#### Fusion mit JTS: Das Ende
Im November 1993 startete Atari Corp. mit der Videospielkonsole Jaguar eine weitere Produktoffensive im Videospielesegment. Die Verkaufszahlen blieben jedoch weit hinter den Erwartungen und den Entwicklungskosten zurück und zehrten die finanziellen Rücklagen auf. Im Januar 1996 gab die Atari Corp. die Gründung des Tochterunternehmens Atari Interactive bekannt, das für die Entwicklung von Computerspielen für PC verantwortlich sein sollte. Doch bereits einen Monat später unterzeichnete Atari Corp. ein Fusionsabkommen mit dem Festplattenhersteller JTS, Inc. (Jugi Tandon Storage, einem Tochterunternehmen der Tandon Corporation) und läutete damit das Ende des Videospieleherstellers ein. Atari stoppte seine Geschäftsaktivitäten, 80 % der Belegschaft wurden entlassen. Nach Zustimmung der Aktionäre fusionierten die Atari Corp. und JTS, Inc. am 30. Juli 1996 zur JTS Corp. Das neue Unternehmen wurde von Führungsleuten der JTS, Inc. geleitet und hegte keine Absichten, das Spielegeschäft fortzuführen. Als Hauptgrund für die Fusion wurde angenommen, dass JTS, Inc. auf diesem Weg an die Geldreserven Ataris zu gelangen versuchte.

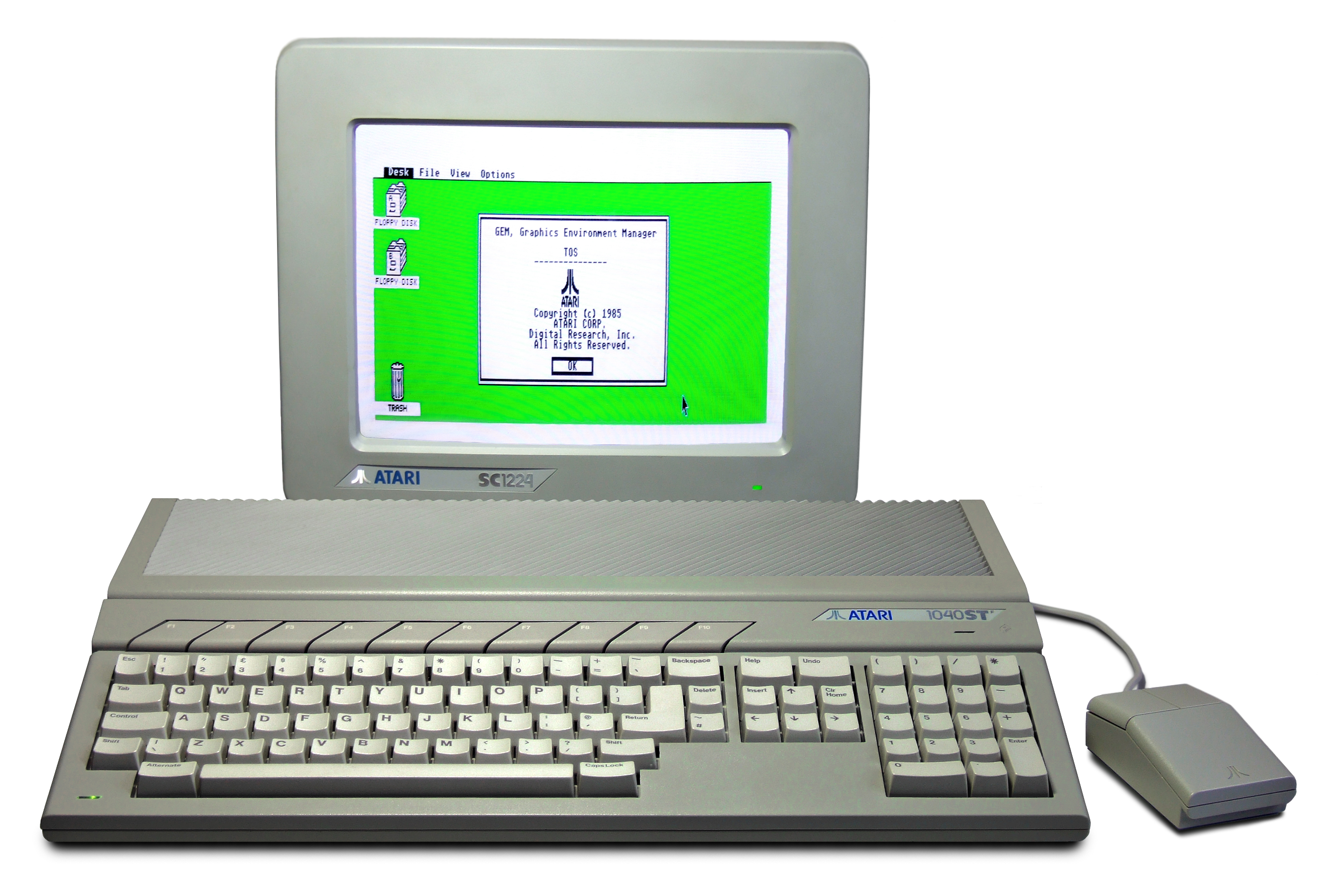
Atari 1040 STF mit Monitor SC1224 und Maus
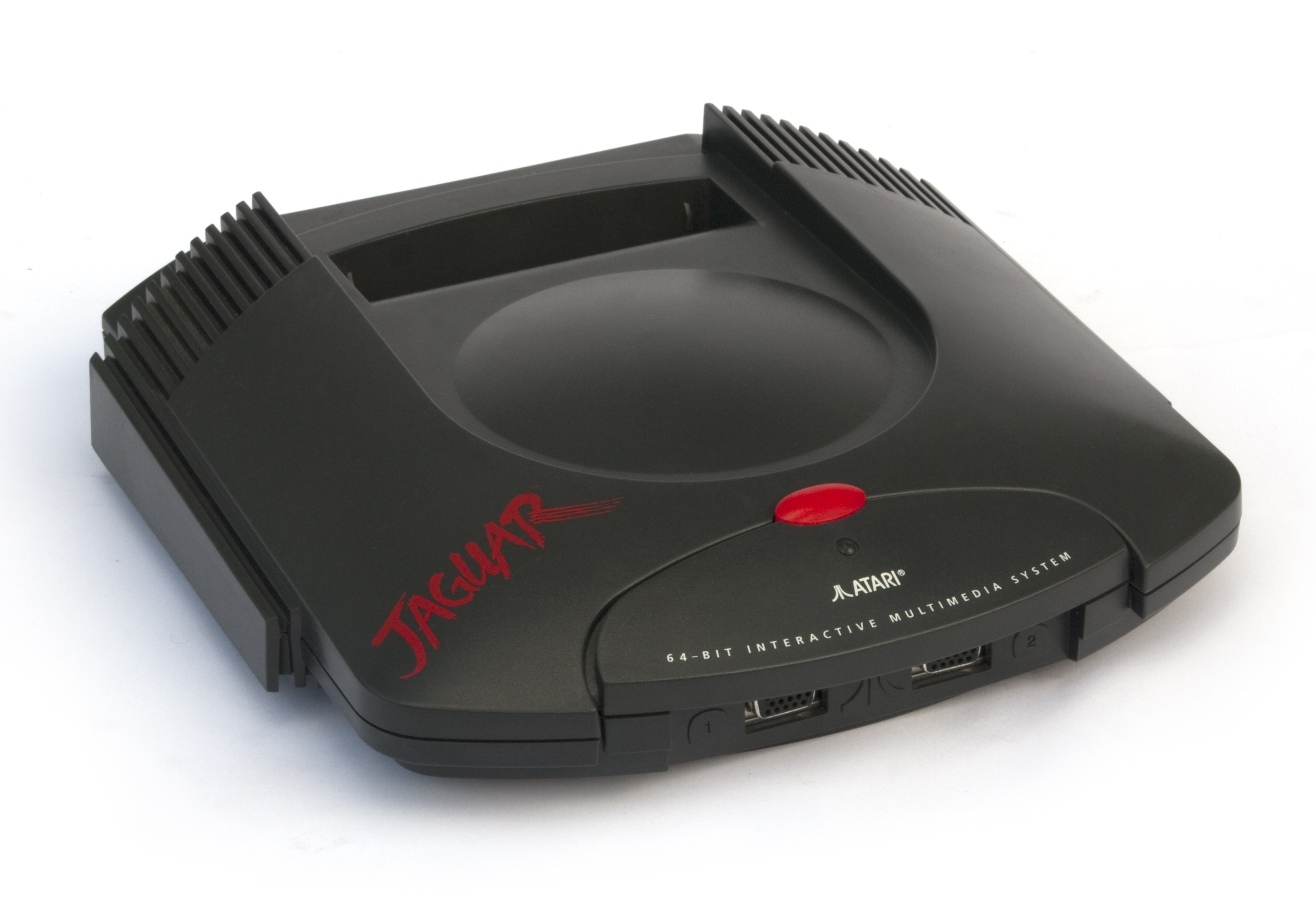
Atari Jaguar
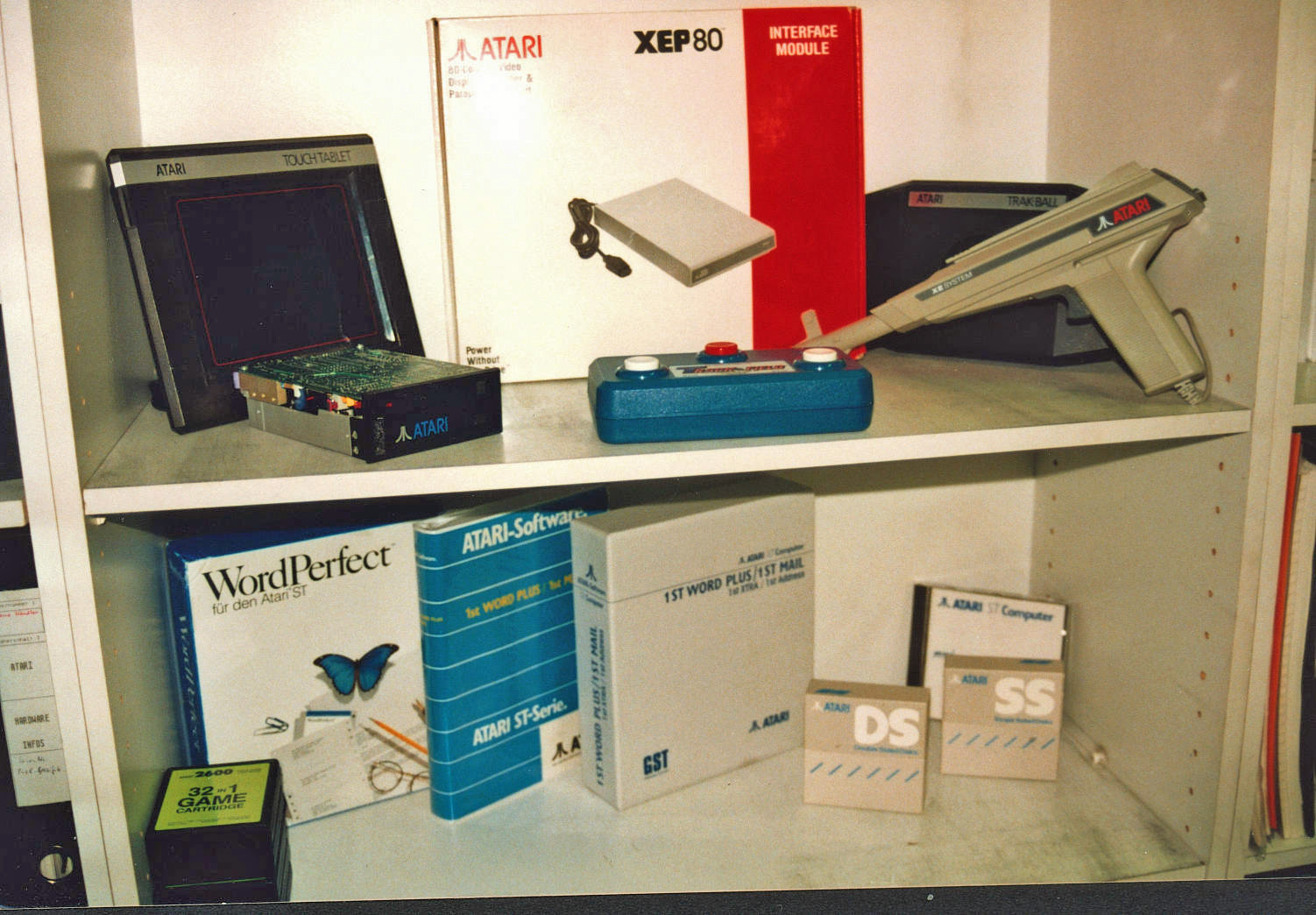
Diverse ATARI Zubehörartikel

### Atari Interactive: Wiederbelebung der Marke unter Hasbro (1998–2001)
Nachdem unter JTS sämtliche Entwicklungsabteilungen der Atari Corp. geschlossen worden waren, wurden sukzessive das Atari-Produktportfolio und die Markenrechte veräußert. Für fünf Millionen US-Dollar gingen am 23. Februar 1998 die verbliebenen Rechte an Ataris Software, Hardware und der Marke Atari selbst von der finanziell schwer angeschlagenen JTS Corp. an die HIAC XI Corp. über, ein 100%ige Tochter des Spielesoftwareherstellers Hasbro Interactive, der wiederum zum Spielekonzern Hasbro gehörte. JTS beantragte am 4. Dezember 1998 Insolvenz nach Chapter 11 des US-amerikanischen Insolvenzrechts, am 29. Januar 1999 wurde per Gerichtsbeschluss die Liquidation des Unternehmens nach Chapter 7 angeordnet. Hasbro Interactive veröffentlichte nach der Rechteübernahme unter dem Namen Atari Interactive ehemalige Atari-Spiele wie Pong oder Centipede für Windows-PC und Sony PlayStation.
Im Januar 2001 übernahm der französische Computerspielehersteller Infogrames für 100 Millionen US-Dollar Hasbros gesamte Computerspiel-Sparte, einschließlich Hasbro Interactive, MicroProse und Atari Interactive, die weiterhin die Markenrechte an Atari hielt. Ab November 2001 nutzte schließlich Infogrames den Markennamen seines neuen Tochterunternehmens zunehmend für die eigenen Firmenaktivitäten.

### Atari, Inc. und Atari SA: Ein global operierender Publisher (seit 2003)

Logo der Atari, Inc. und Atari SA seit 2003

Die von Hasbro übernommenen Entwicklungsabteilungen namens Hasbro Interactive wurden nach kurzzeitiger Umfirmierung zu Infogrames Interactive schließlich in Atari Interactive umbenannt. Daneben verwendete die bereits zuvor zu Infogrames gehörende amerikanische Publishing-Tochter Infogrames Inc. (ehemals GT Interactive) den Namen als Label für ihre Produktveröffentlichungen, bevor sie schließlich ab dem zweiten Quartal 2003 selbst zu Atari Inc. umfirmierte. Infogrames Spielesparte in Europa firmierte im selben Zug seither als Atari Europe, die britische Niederlassung als Atari UK. Ebenso verfuhr das Unternehmen mit anderen Geschäftsbereichen, die jedoch alle unter der Leitung der Konzernholding namens Infogrames S.A. verblieben. Die Geschäftsaktivitäten beschränkten sich ausschließlich auf die Herstellung und den Vertrieb von Spielesoftware. Erst 2005 knüpfte das neue Atari mit der Retro-Spielkonsole Atari Flashback noch einmal an seine Hardware-Tradition an.
Anfang April 2007 reagierte das Unternehmen auf zurückgehende Umsätze und sprach rund 20 % der Beschäftigten die Kündigung aus.
Im November 2007 gab Atari USA bekannt, seinen Vertrieb auf Nordamerika zu beschränken, wodurch in den USA Arbeitsplätze eingespart werden sollen. Atari Europa stand zu diesem Zeitpunkt finanziell gut bis sehr gut da.
Atari versuchte juristisch gegen Berichterstattungen in Online-Medien vorzugehen.
Im Mai 2009 wurde bekannt, dass sich Atari endgültig aus Europa zurückziehen wollte, um sich verstärkt auf den Online-Bereich und hier insbesondere nur noch auf den nordamerikanischen Markt zu konzentrieren. Dies ging einher mit der schrittweisen Übernahme des Distributions-Geschäftszweigs Atari Europe durch den japanischen Publisher Namco Bandai Games, der die Einrichtungen unter neuem Namen zum Vertrieb und zur Vermarktung eigener Spiele in Europa nutzte. Ebenfalls 2009 firmierte auch die Konzernholding Infogrames S.A. zu Atari S.A. um.
Trotz der Umstrukturierungen im Firmenprofil wurde das Atari-eigene Studio Eden Games Mitte Mai 2012 mit sofortiger Wirkung geschlossen.
Am 21. Januar 2013 meldete die US-Sparte Atari Inc. Insolvenz an, konnte diese aber unter neuer Führung und mit einem Insolvenzplan aus eigener Kraft hinter sich lassen.
Das Unternehmen strebt auch nach einer Rückkehr in das Hardware-Geschäft. 2017 kündigte Atari eine neue Konsole an. Ende Mai 2018 startete man schließlich eine Crowdfunding-Kampagne für das Gerät, das wie der Klassiker von 1977 ebenfalls Atari VCS heißt. Sie brachte bereits am ersten Tag rund zwei Millionen Dollar ein. Nach mehreren Verzögerungen erschien die Konsole schließlich 2020. Gedacht ist sie vor allem für Retro- und Indiegames.

## Videospielkonsolen

### Stationäre Konsolen
- Atari-Home-Pong-Serie (1975)
- Atari SC-450 (1977)
- Atari-Video-Pinball-Serie (1977)
- Atari 2600 (1977, auch als Atari VCS bezeichnet)
- Atari 5200 (1982)
- Atari 2800 (1983, japanische Version des 2600, in Nordamerika als „Sears Video Arcade II“ verkauft)
- Atari 7800 (1986)
- Atari XE Game System (November 1987)
- Atari Jaguar (1993)
- Atari Flashback (2005)
- Atari Flashback 2 (2005)
- Atari Flashback 2+ (2010)
- Atari Flashback 3 (2011)
- Atari Flashback 4 (2012)
- Atari Flashback 5 (2014)
- Atari Flashback 6 (2015)
- Atari Flashback 7 (2016)
- Atari Flashback 8 (2017)
- Atari Flashback 8 Gold (2017)
- Atari Flashback 8 Gold Activision Edition (2017)
- Atari Flashback 9 (2018)
- Atari Flashback 9 Gold (2018)
- Atari Flashback X (2019)
- Atari VCS (2020)[30]

### Tragbare Videospielkonsolen
- Touch Me (1978)
- Super Breakout (1980)
- Space Invaders (1980)
- Atari Lynx (1989)
- Atari Flashback Portable (2016)
- Atari Flashback Portable (2017)

### Konzeptstudien im Prototyp-Stadium
- Atari 2000 „Val“ (1981)
- Atari 2200 „Bonnie“ (1983) – 1986 als Atari 2600jr. erschienen
- Atari 2500 (1981)
- Atari 2700 „RC Stella“ (1982)
- Atari 3000 „Graduate Computer“ (1983)
- Atari 3200 „Video System X“ (1982) – 1982 als Atari 5200 erschienen
- Atari 3600 „Maria“ (1983) – 1986 als Atari 7800 erschienen
- Atari Panther (1991)
- Atari JagDuo (1995)
- Atari Jaguar 2 (1996)

## Heimcomputer

### Mit MOS-Technology-Prozessoren
MOS-6502 (8 bit)
- Atari 400 und Atari 800 (1979)
- Atari 1200 XL (1983), nur in den USA verkauft
- Atari 600 XL, Atari 800 XL (1983)
- Atari 65 XE, 130 XE (1985) und 800XE
- Atari XE Game System (1987)

### Mit Intel x86-Prozessoren
Intel 8088 (16 bit)
- Atari Portfolio
- ATARI PC-1 (8088)
- ATARI PC-2 (8088)
- ATARI PC-3 (8088)
- ATARI PC-4 (80286)
- ATARI PC-5 (80386DX)
- ATARI ABC-286
- ATARI ABC-386SX

### Mit Motorola-680x0-Prozessoren
Motorola 68000 (16 bit)
- Atari 260 ST, STD, STFM (Juni 1985)
- Atari 520 ST, ST+, STM, STF, STFM (1985/1986)
- Atari 1040 STF, STFM (1986)
- Atari Mega ST 1, 2 und 4 (1987)
- Atari 1040 STE, 520 STE, 4160 STE (1989)
- Atari Stacy (1989, portables Gerät)
- Atari MegaSTE (1991)
- Atari ST Book (1992, portables Gerät, in geringen Stückzahlen verkauft – ca. 1000 Einheiten)

Motorola 68030 (32 bit)
- Atari TT (1990)
- Atari Falcon 030 (1992)

### Mit anderen Prozessoren
Inmos T-800 (32 bit)
- ATW 800 (1988, Atari Transputer Workstation)

## PC/IBM-kompatible Geräte
Von 1987 bis 1991 produzierte Atari ebenfalls IBM-kompatible PCs.
- PC1, PC2, PC3, PC4, PC5
- ABC 286/30, ABC 386SX II, ABC 386DX II, ABC N386SX
- Atari Portfolio (1989, portables Gerät)

### Online-Museen und Archive
- Atari Museum – Vollständige Dokumentation aller Computer und Videospielkonsolen von Atari nebst Fotos, Entwicklungsunterlagen, Prototypen und Unternehmensinterna (englisch)
- atarimuseum.de – Deutschsprachiges Online-Museum
- 8Bit-Museum – Online-Museum über den 8-Bit-Computer und verwandte Technik
- AtariMania – Umfangreiches Programmarchiv (englisch)
- EDV-US Museum – Online-Museum über 8-Bit und 16-Bit-Computer sowie Spielkonsolen
- Atarihistory Museum – Englischsprachiges Online-Museum hauptsächlich über Spielekonsolen aber auch Computer. Viele Patentdokumente und anderes zum Download

### Foren und Portale
- atari-home.de – Die größte deutschsprachige Community für ATARI-16/32-Bit-Computer
- Atari Wiki (z. Zt. noch im Aufbau)
- AtariAge – Der Treffpunkt für Atari-Enthusiasten weltweit (englisch)
- ABBUC e. V. – AtariBitByterUserClub. Der ABBUC e. V. ist der größte Atari-8-Bit-User-Club der Welt
- atari.org – The definitive Atari Ressource – Zentrales Portal mit News, Diskussionsforen, Software-Downloads, Spezialseiten zu Projekten usw.
- neXGam Datenbank – Atari Jaguar, Lynx, VCS 7800 und VCS 2600
- The Little Green Desktop – Atari ST Abandonware Spieleseite